# Yoo In-soo
Yoo In-soo (hangul: 유인수; nascido em 25 de março de 1998) é um ator sul-coreano. Ele ganhou reconhecimento por seus papéis no original da Netflix All of Us Are Dead (2022) e no drama de época de fantasia e ficção histórica Alchemy of Souls (2022–2023).

## Filmografia

### Cinema
| Ano  | Título        | Personagem                | Notas           |
| ---- | ------------- | ------------------------- | --------------- |
| 2017 | Gi-eok-ui bam | Estudante do ensino médio | Parte pequena   |
| 2023 | Swallow       | jovem Hyeon-soo           | Papel principal |
| 2023 | The Loan Boy  | Nam-yeong                 | Papel principal |
| 2025 | Boy           | Gyo Hwan                  | Papel principal |

### Séries de televisão
| Ano  | Título                            | Personagem                    | Notas                  |
| ---- | --------------------------------- | ----------------------------- | ---------------------- |
| 2017 | Strong Girl Bong-soon             | Kang-goo                      |                        |
| 2017 | School 2017                       | Min-joon                      |                        |
| 2017 | While You Were Sleeping           | Colega de classe de Seung-won | Cameo (Episódio 17–19) |
| 2017 | Avengers Social Club              | Kyung-bok                     |                        |
| 2018 | Life                              | Choi Woo-jin                  | Cameo                  |
| 2018 | Gangnam Beauty                    | Park Nae-sun                  |                        |
| 2018 | Drama Special: "The Long Goodbye" | Na Kyung-soo                  | Drama de um ato        |
| 2018 | Tale of Fairy                     | Aluno do Prof. Jung           |                        |
| 2019 | At Eighteen                       | Yoo Pil-sang                  |                        |
| 2019 | Chocolate                         | Jo Seung-goo                  | Cameo (Episódio 9–11)  |
| 2020 | Stranger 2                        | Seung-jun                     | Cameo (Episódio 1, 14) |
| 2021 | At a Distance, Spring Is Green    | Oh Chun-gook                  |                        |
| 2022 | Alchemy of Souls                  | Park Dang-gu                  | Partes 1–2             |
| 2022 | Fly High Butterfly                | Song Kang-in                  |                        |
| 2023 | The Good Bad Mother               | Bang Sam-sik                  |                        |
| 2023 | The Uncanny Counter               | Na Jeok-bong                  |                        |
| 2024 | The Midnight Studio               | Gerente Assistente Go         |                        |
| 2025 | Study Group                       | Choo Jae-hwang                |                        |

### Webséries
| Ano       | Título                 | Personagem   | Notas |
| --------- | ---------------------- | ------------ | ----- |
| 2017      | Sweet Revenge          | Choi Il-jin  |       |
| 2019      | Love Alarm             | Estudante    |       |
| 2022      | All of Us Are Dead     | Yoon Gwi-nam |       |
| 2023      | Daily Dose of Sunshine | Ji Seung-jae |       |
| 2023–2024 | Death's Game           | Lee Jin-sang |       |

## Teatro
| Ano  | Título             | Título          | Personagem | Teatro           | Data             |
| Ano  | Inglês             | Coreano         | Personagem | Teatro           | Data             |
| ---- | ------------------ | --------------- | ---------- | ---------------- | ---------------- |
| 2017 | Beautiful Week     | 아름다운 일주일 | Jeong-hoon |                  |                  |
| 2017 | Chuncheon Byulmuri | 춘천별무리      | Du-sik     |                  |                  |
| 2018 | Cod Head           | 북어대가리      | Jaang      |                  |                  |
| 2024 | Island             | 아일랜드        | John       | Cordell Art Hall | 23 a 28 de julho |

## Prêmios e indicações
| Associações                          | Ano  | Categoria                                                                     | Nomeações          | Resultado |
| ------------------------------------ | ---- | ----------------------------------------------------------------------------- | ------------------ | --------- |
| Asia Model Festival                  | 2023 | Prêmio de Estrela em Ascensão – Ator                                          | Yoo In-soo         | Venceu    |
| Baeksang Arts Awards                 | 2022 | Melhor Ator Revelação – Televisão                                             | All of Us Are Dead | Indicado  |
| SAC Youth Acting Contest Grand Prize | 2016 | Grande Prêmio do Concurso de Atuação Juvenil na Categoria Monólogo de Atuação | Yoo In-soo         | Venceu    |